# Союзный правозащитник по самоуправлению СФРЮ
Союзный правозащитник по самоуправлению СФРЮ (сербохорв. Savezni pravobranitelj samoupravljanja SFRJ) — назначаемое Скупщиной СФРЮ специальное должностное лицо, которое на уровне федерации обладало функциями по защите прав трудящихся в сфере самоуправления и общественной собственности.
Должность союзного правозащитника по самоуправлению была учреждена Конституцией Югославии 1974 года, который согласно конституции являлся частью судебной системы наряду с судами, органами прокуратуры и адвокатуры. В союзных республиках и автономных краях также предусматривалась возможность учреждения региональных правозащитников по самоуправлению.
Согласно конституции правозащитник по самоуправлению обладал правом по собственной инициативе или по требованию трудовых и самоуправляющихся организаций, профсоюзов возбудить в парламенте (Скупщине СФРЮ либо республиканских скупщинах), Конституционном суде либо Союзном суде дело по защите права на самоуправление и общественной собственности, в том числе вопросов, связанных с отменой и аннулированием управленческих решений и актов, если ими мог причиняться ущерб интересам общественного самоуправления либо собственности, находящейся в общественном пользовании.
Правозащитник по самоуправлению назначался и освобождался от должности Скупщиной СФРЮ, который обязан был отчитываться перед ней и представлять свои предложения по совершенствованию системы самоуправления в стране.